# Romanthony
Romanthony, nome artístico de Anthony Wayne Moore (Nova Jersey, 5 de setembro de 1967 – Austin, 7 de maio de 2013), foi um cantor, produtor e DJ estadunidense. Ganhou destaque mundial ao emprestar sua voz para a música One More Time, da dupla francesa Daft Punk.
Começou sua vida de DJ na década de 90, em Nova Jersey, lançando os vinis "Now You Want Me" (1991) e, dois anos mais tarde, "The Wanderer", tendo feito sucesso com "Make This Love Right" e "Let Me Show Your Love". Em 1996, lançou seu primeiro álbum de estúdio intitulado "Romanworld". Ao longo de sua carreira, Romanthony lançava seus trabalhos pelos selos fonográficos Azuli, Roulé, Play It Again Sam, Compuphonic, Glasgow Underground Recordings e Black Male Records, esta última criada por ele mesmo.
Trabalhou com vários estilos musicais, sendo mais conhecido pelos gêneros house, R&B e hip hop. Algumas de suas canções se baseam em samplers com um toque de house, enquanto outras são breakbeat ao estilo James Brown.
Em 2009, lançou a música You Needed Me, cujo remix de Fred Falke, no Brasil, está presente no álbum Adrenalina 2011 - Vol. 2, mixado por Double C e distribuído pela Building Records.
Um de seus últimos trabalhos foi lançado no começo de 2013, intitulado '2NiteU', colaborando com Kris Menace. Desde meses antes de morrer, Romanthony estava participando de um outro trabalho com o DJ e produtor alemão Boys Noize.
Morreu em 07 de maio de 2013, aos 45 anos, em sua casa no Texas, devido a complicações de uma doença renal, de acordo com os familiares.

## Álbuns de estúdio
- Romanworld (1996)
- Instinctual (1999)
- Live in the Mix (1999)
- R.Hide in Plain Site (2000)

## Singles e EP's
- "Psalm 1" como The Trojan Horse (1992)
- "Make This Love Right" (1993)
- "What $ Love (What Price Love)" como The Trojan Horse (1993)
- "Falling From Grace" (1993)
- "Let Me Show You Love" como Buzzin Cuzzins (1994)
- "Years O' Pressure" como The Trojan Horse (1994)
- "Show And Tell" como The Trojan Horse (1994)
- "Feel Like Dancing " (1994)
- "Ministry of Love" (1994)
- "The Wanderer" (1994)
- "In the Mix (A Tribute to Tony Humphries)" (1994)
- "Bring U Up" (1995)
- "The House of God" como The Trojan Horse (1995)
- "Trust" pres. Lifestyles (1995)
- "It's Not The Same" (1995)
- "Countdown 2000" (1996)
- "Rumpshaker" (1996)
- "I Can't Hold It" (1996)
- "The Romanthony E.P." (1996)
- "Good Tymz" pres. Nyree (1996)
- "Good Feeling" como Buzzin Cuzzins (1997)
- "I Like It" pres. Nyree (1997)
- "Yo It's Da' Shout-Out..." (1997)
- "Do You Think You Can Love Me" pres. Naida (1998)
- "It's On 2Nite" pres. Naida (1999)
- "Up All Nite" (1998)
- "Drifting Solidly" (1998)
- "Bzz N Da Speaker" (1998)
- "Do You Wanna Dance" con DJ Predator (1998)
- "Clap Ya Handz / Funky Flava" con DJ Predator (1999)
- "Hold On" (1999)
- "Floorpiece" (1999)
- "Warning Tracks" (1999)
- "Sommore" pres. Qiana Tara (1999)
- "The South Beach Banger" (2001)
- "D'International Banger" (2002)
- "A Better Day" (2002)
- "Never Fuck" (2002)
- "Collins Ave. / Samedream" (2004)
- "Bump" (2004)
- "When Your Around" (2006)
- "Curious" (2008)
- "B 2 Nite" (2010)
- "God God EP" (2013)

- "Kraak & Smaak, Romanthony – Let's Go Back Feat. Romanthony (Solomun Remix)" (2011)
- "The Wanderer (Romanthony vs Kevin McKay)" (2013)

## Colaborações
- 1999: DJ Predator & Romanthony – Findamusic
- 1999: Alex Gopher – Party People (Romanthony's Mix Extended)
- 2000: Daft Punk – One More Time
- 2000: Daft Punk – Too Long
- 2008: Laidback Luke & Tom Stephan ft. Romanthony – Show
- 2009: The Playin' Stars Feat. Romanthony - You Needed Me
- 2010: Superfunk – Come Back
- 2011: Tom Trago – Steppin' Out
- 2011: Kraak & Smaak feat. Romanthony - Hold Back Love / Let's Go Back
- 2011: Teengirl Fantasy – Do It
- 2012: Kris Menace feat. Romanthony - "2Nite4U"
- 2013: Duke J – Achieve It! / IProduceiMix / Miami (am I In?)